# Modul8
Modul8は、2005年にスイスのジュネーブでYves SchmidとBoris Edelsteinによって設立されたGarageCubeによって開発されている。Modul8はOpenGLでVJをするためのツールを提供するという目的で開発が始められた。

## 歴史
最初の公開リリースは2004年、続いてバージョン2が2005年にリリース。

## 特長
最初のバージョンはリアルタイムコンポジティング環境を削っている。2番目のバージョンでは、インタフェースのカスタマイズを可能にする、モジュールシステムを導入した。 Modul8はMac Proでも複数の画面出力をサポートする。また、アプリケーション内でPythonスクリプトを書くことができる統合プログラミング環境を持っている。MIDIやOSC、DMXによるコントロール、Quartz ComposerやSyphonに対応している。

## Modul8を利用するアーティスト
- 土屋貴史(takcom)